# Wonorejo Kulon
Wonorejo Kulon is een bestuurslaag in het regentschap Purworejo van de provincie Midden-Java, Indonesië. Wonorejo Kulon telt 498 inwoners (volkstelling 2010).